# Jīrandeh
Jīrandeh (persiska: جیرنده) är en ort i Iran.   Den ligger i provinsen Gilan, i den nordvästra delen av landet, 180 km nordväst om huvudstaden Teheran. Jīrandeh ligger 1 343 meter över havet och antalet invånare är 2 616.
Terrängen runt Jīrandeh är kuperad åt sydost, men åt nordväst är den bergig. Terrängen runt Jīrandeh sluttar söderut. Runt Jīrandeh är det ganska glesbefolkat, med 45 invånare per kvadratkilometer. Jīrandeh är det största samhället i trakten. Trakten runt Jīrandeh består i huvudsak av gräsmarker.